# Меддерс
Ме́ддерс (нем. Mödders, Мы́дрику, эст. Mõdriku mõis) — рыцарская мыза в уезде Ляэне-Вирумаа, Эстония. Находится на территории деревни Мыдрику. Согласно историческому административному делению мыза относилась к приходу Виру-Яагупи уезда Вирумаа. В годы Российской империи находилась на территории Эстляндской губернии и относилась к приходу Святого Якоби.

## История мызы
Мыза Меддерс (Mödders), принадлежавшая фон Бекелям (von Beckel), впервые упоминается в 1470 году. В XVII веке она принадлежала фон Штакельбергам.
В 1770-х годах владельцами поместья стали фон Каульбарсы, в 1894 году — фон Дены.

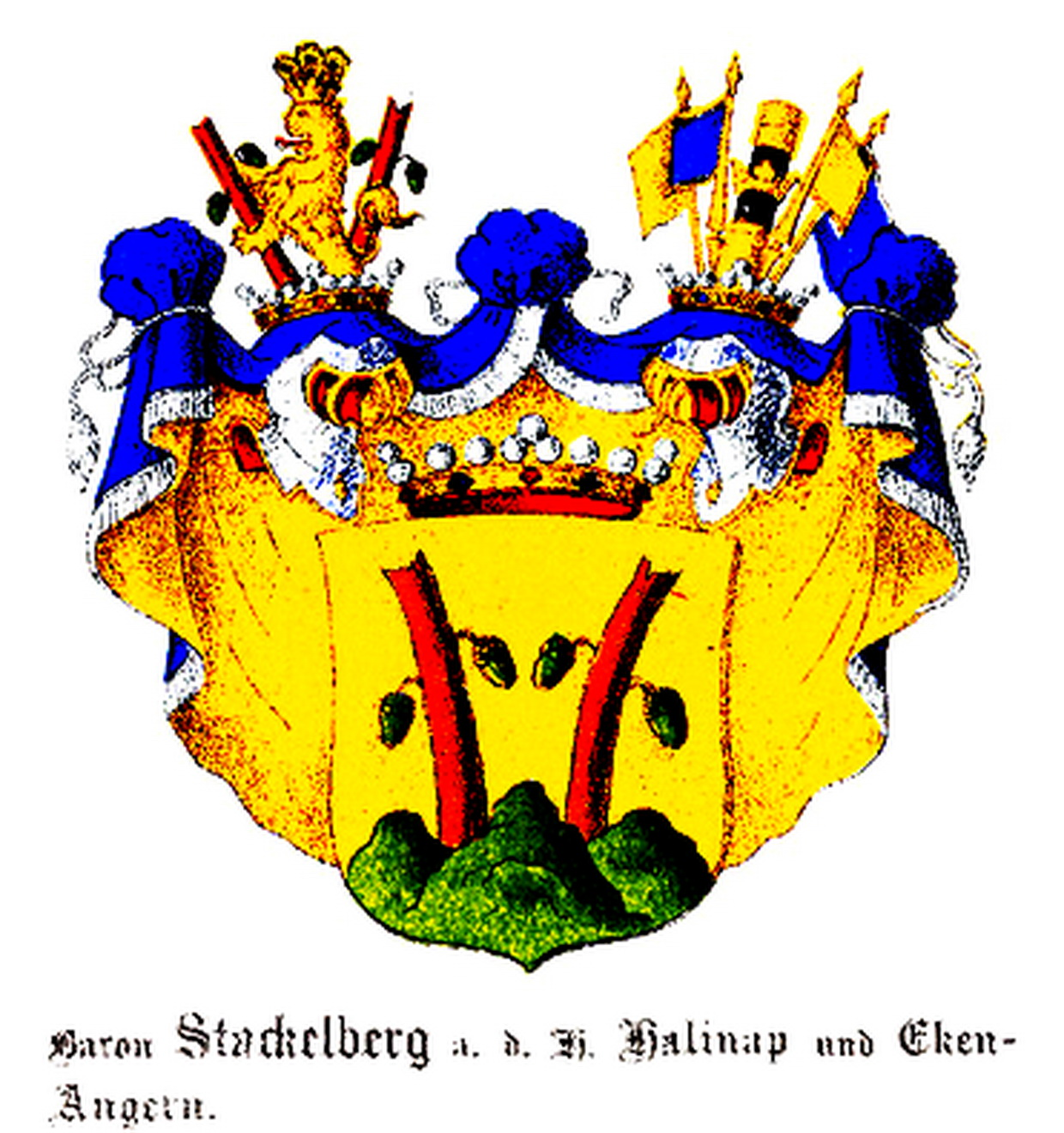
Герб фон Штакельбергов
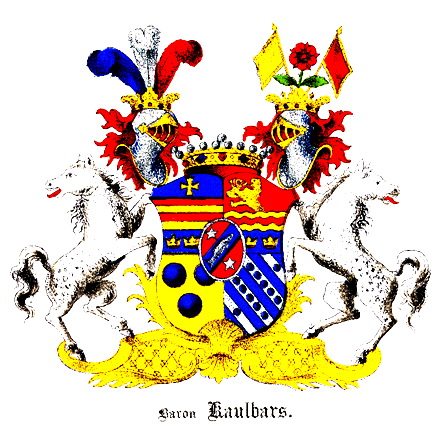
Герб фон Каульбарсов
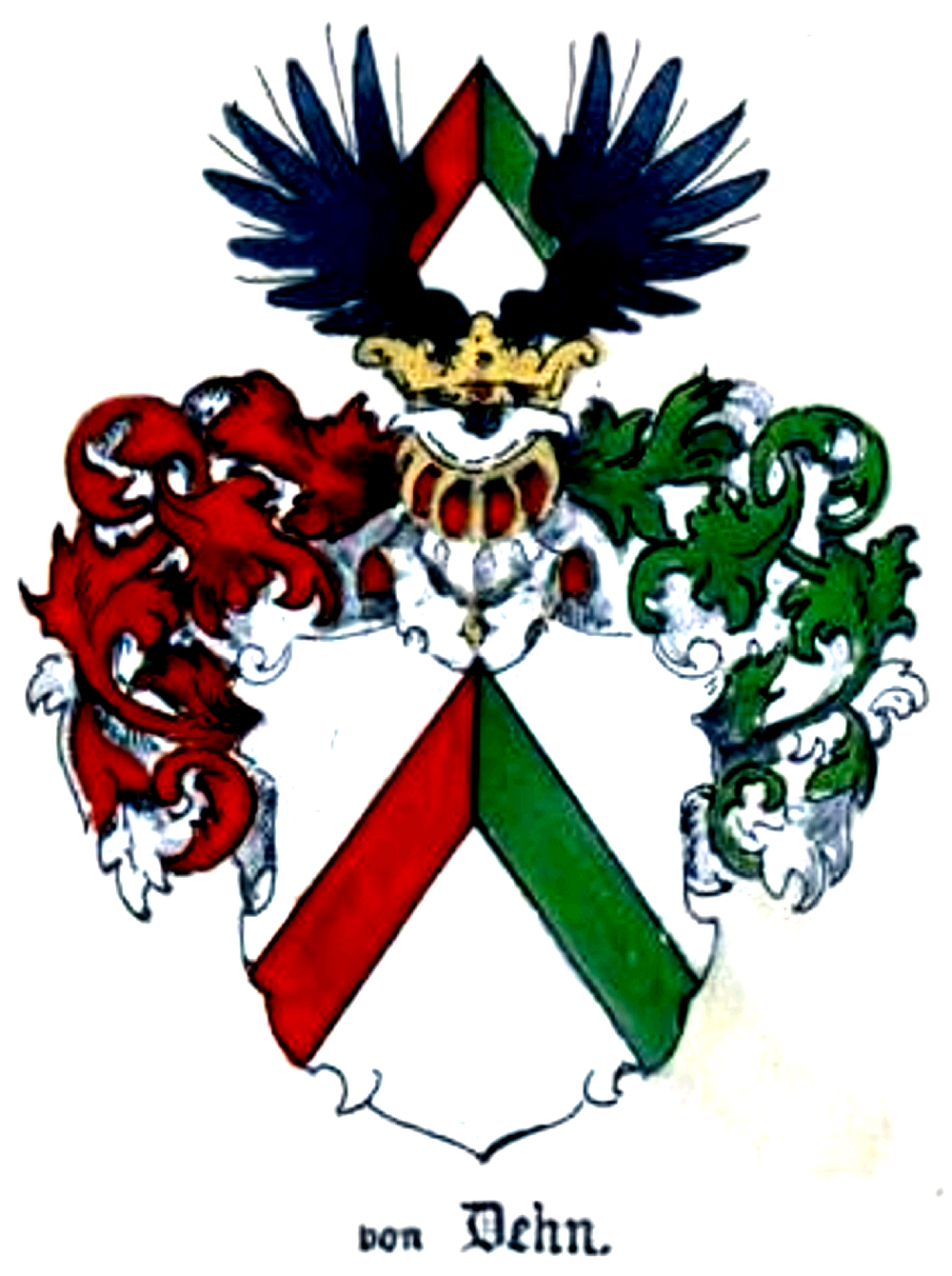
Герб фон Денов

Рядом с мызой, на вершине холма Валгехобуземяги (эст. Valgehobusemägi, с эст. — Гора белого коня), стоит памятник, посвящённый войнам между российским императором Александром I и французским императором Наполеоном (установлен, вероятно, в память о событиях русско-французской войны 1812 года), . Уникальный для Эстонии пример памятника, воздвигнутого в мызном парке в первой половине 19-го столетия. Владельцами мызы в то время были Каульбарсы, некоторые из которых занимали высокие посты в армии царского государства.

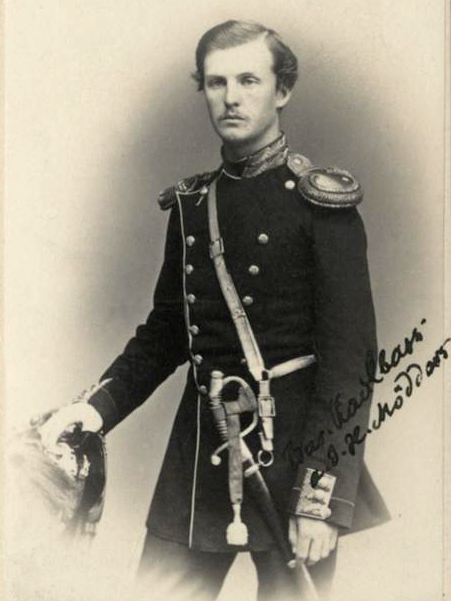
Барон Каульбарс с мызы Меддерс, Санкт-Петербург, 1860—1880-е годы
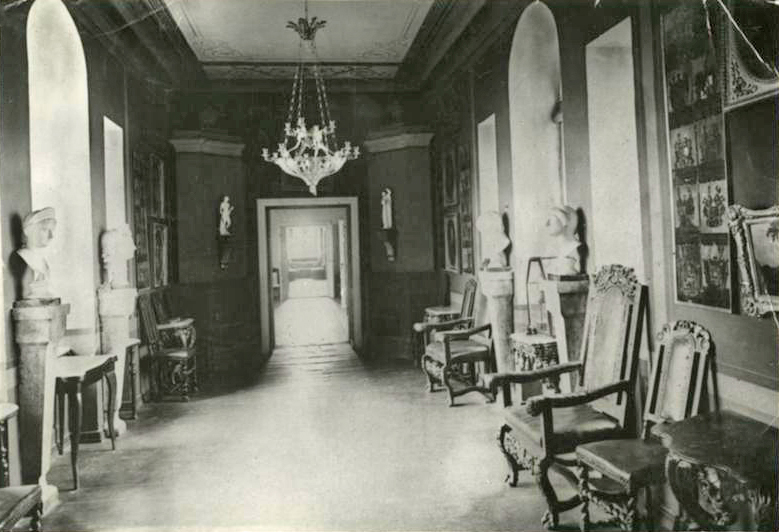
Анфилада в господском особняке
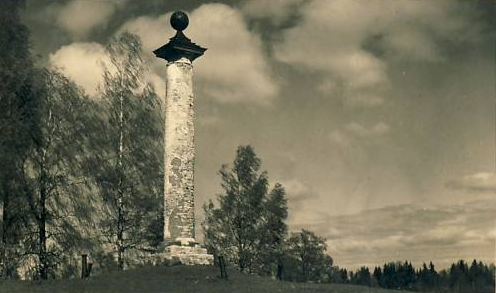
Памятник войнам между Александром I и Наполеоном (Памятный знак в честь успехов русского оружия)

Памятник в стиле классицизма расположен на гребне вала, в конце смотровой площадки, начинающейся от главного здания. Его основной частью является круглая колонна со стройной дорической ордерной капителью, над которой первоначально был навес со ступенчатой пирамидой и земным шаром на вершине. Во время последних реставраций шар был заменён мотивом погребальной урны. Колонна выполнена из кирпича и покрыта известковой штукатуркой. Урна на колонне окрашена в золотой цвет. Первоначально колонну окружали восемь пушечных стволов, которые соединялись друг с другом цепями; к настоящему времени большинство из них утеряны, три пушечных ствола сохранились и находятся на хранении. В последний раз монумент реставрировали в 1990-х годах.
В ходе земельной реформы 1919 года мыза была национализирована. До этого её владельцем был Георг фон Ден.
В 1927 году на мызе начала свою деятельность Мыдрикуская школа домоводства (эст. Mõdriku kodumajanduskool), предшественница Ляэне-Вирумааской высшей прикладной школы (эст. Lääne-Viru Rakenduskõrgkool).

Мыдрикуская школа домоводства, 1930—1940-е годы (фотограф Карл Сарап)
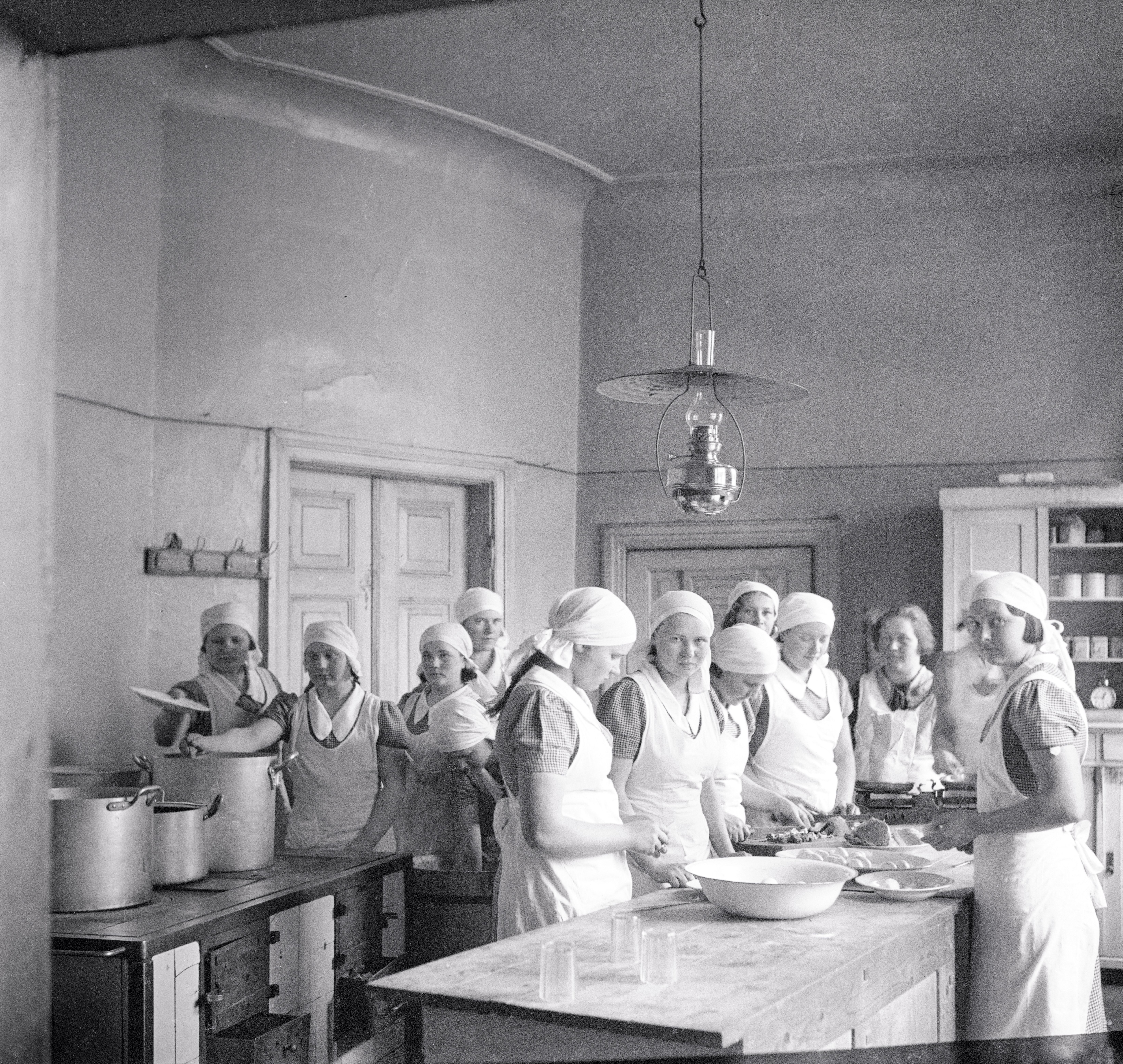
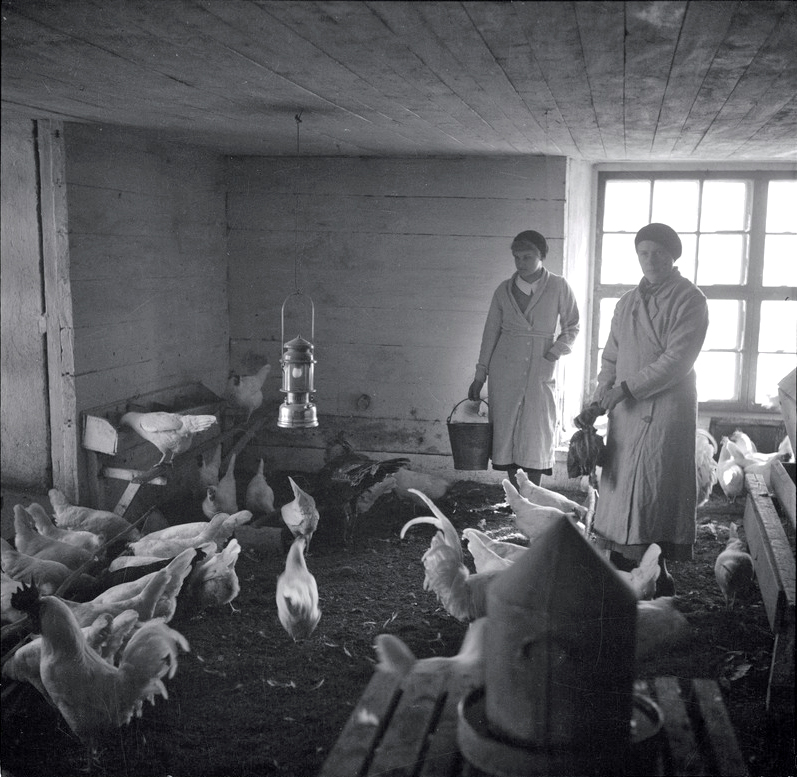
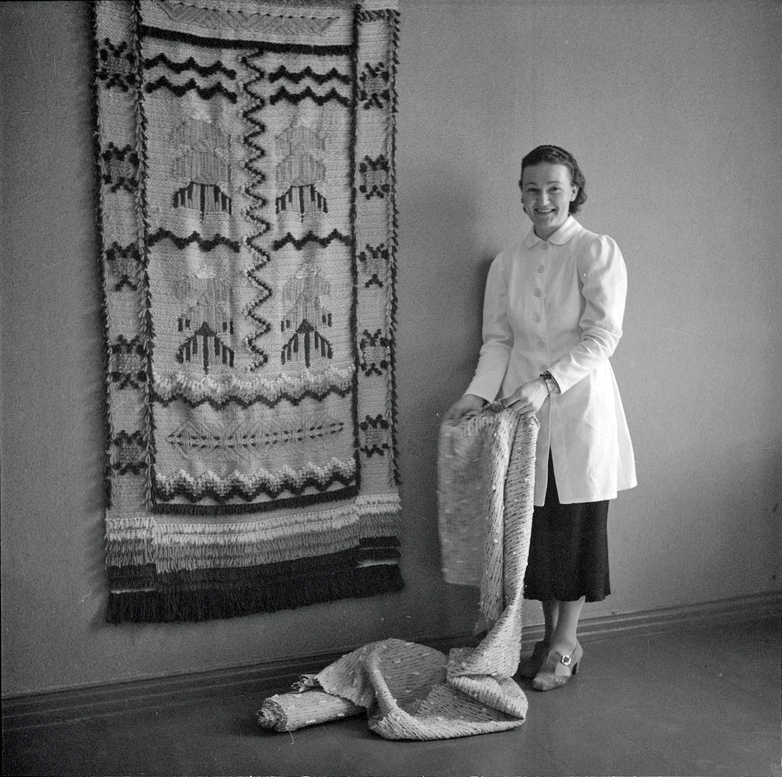
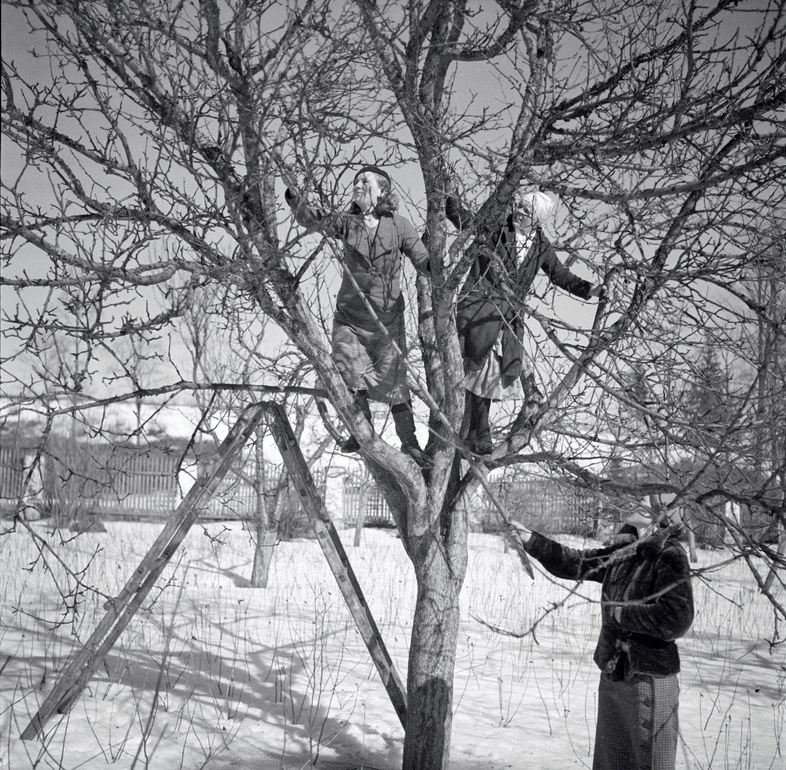
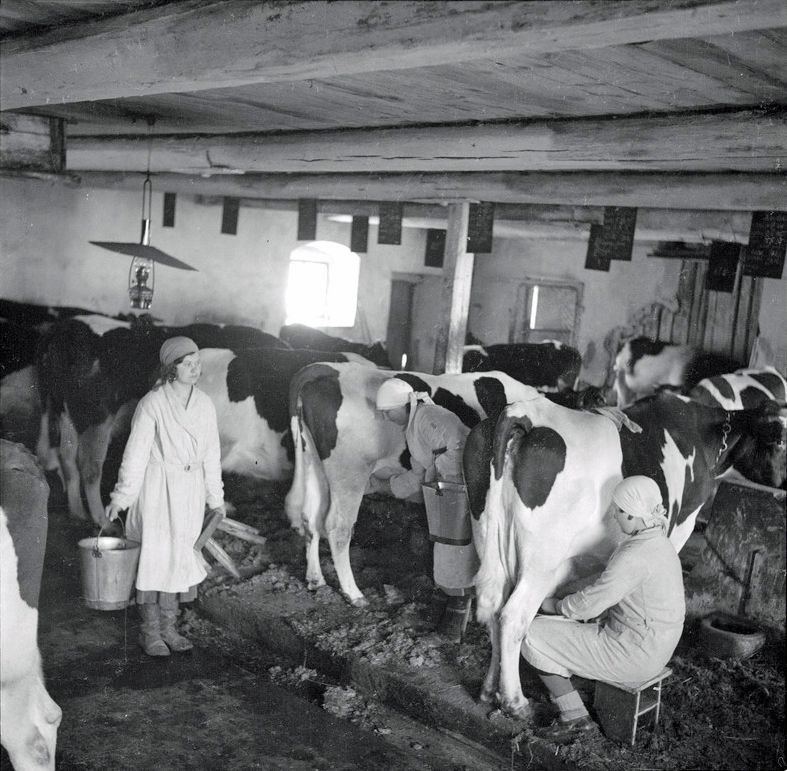

После Второй мировой войны главное здание мызы было учебным корпусом Винниского опорно-показательного совхоза-техникума.
В настоящее время в здании работает структурное подразделение Таллинской высшей технической школы (ТТК) — институт экономики сферы услуг, бывшая Ляэне-Вирумааская высшая прикладная школа, в 2019 году объединённая с ТТК.

## Главное здание

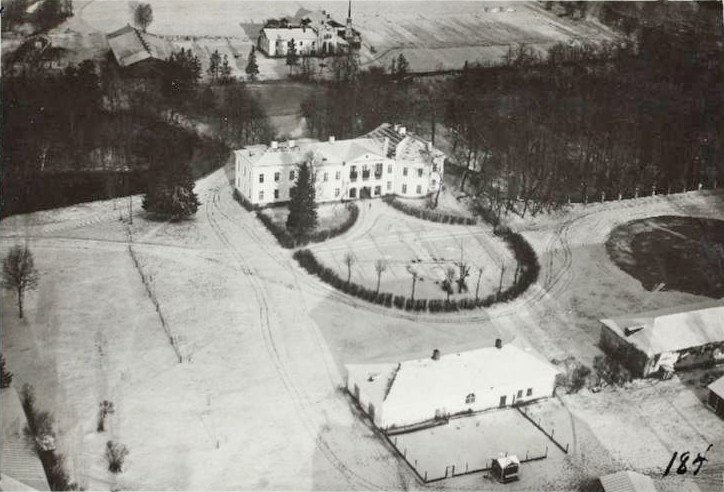
Аэрофото мызы Мыдрику, 1932 год

Главное здание (особняк) одного из самых представительных мызных ансамблей Вирумаа был завершён в своем первоначальном виде в последние десятилетия XVIII века, . Во времена, когда мызой владели Каульбарсы, дом неоднократно расширялся, более крупные реконструкции были проведены в начале XX века.
Особняк двухэтажный. Его самая старая часть — это круглая башня и прилегающая к ней часть здания, которая, возможно, была построена на основе стен средневекового вассального замка. Вероятно, в 1780-х годах, во времена фон Каульбарсов, восточное крыло здания, окаймляющее  башню, получило свой окончательный объём и барочное оформление. Чуть позже к зданию было добавлено западное крыло в стиле классицизма; оно соединено с восточным крылом только через второй этаж. Вход в особняк, соединяющий его старую и новую части, выполнен в виде классицистического портала с треугольным фронтоном.
При инспектировании 18.06.2019 состояние здания было признано удовлетворительным.

## Парк
Мызный парк, , был основан во второй половине XVIII века в регулярном стиле, в это же время родники были оформлены в правильные пруды. Парк был расширен и реконструирован в конце XVIII века, когда были построены террасы и вход в главное здание с кольцевой развязкой. Во второй половине XIX века началось масштабное расширение парка и его перестройка в свободном стиле, было установлено несколько парковых памятников. В начале XX века в парке были проведены масштабные озеленительные работы и изменена система передвижения. Во времена совхоза-техникума в парке расчистили пруды, отремонтировали дорожное покрытие и посадили новые деревья.

## Мызный комплекс
В Государственный регистр памятников культуры Эстонии внесены главное здание мызы, мызный парк и шесть сохранившихся мызных построек:
- конюшня, при инспектировании 18.06.2018 её состояние признано хорошим[7]

Постройка из бутового камня конца XIX века в стиле историзма. Крыша из этернита, арочные двери и окна, углы стен обозначены рустикальной штукатуркой. Часть проёмов была заделана кирпичами и перестроена, при этом сохранились старые кованые двери, отделанные деревянными планками «ёлочкой»;
- коровник первый, при инспектировании 5.05.2021 состояние оценено как хорошее[8]

Длинное оштукатуренное строение с двускатной крышей, построено в конце XIX века, полностью перестроено;
- коровник второй, при инспектировании 18.06.2019 находился в руинах[9];
- зерносушилка, при инспектировании 19.11.2013 её состояние было признано аварийным[10]

Постройка из бутового камня конца XIX века в стиле историзма, состоит из нескольких частей с низкими двускатными крышами. Проёмы и углы строения отеланы рустикальной штукатуркой, часть проёмом перестроена или закрыта. Сохранились двери с планками «ёлочкой»;
- водочная фабрика, построена в XIX веке, при инспектировании 15.02.2023 её состояние признано хорошим[11]

Постройка представляет собой большой, трёхэтажный оштукатуренный каменный дом на высоком цоколе из бутового камня и с плоской жестяной крышей. В настоящее время перестроена в жилой дом. На двух этажах сохранились арочные оконные проёмы, третий этаж является современной надстройкой. Конец здания представляет собой строение с угловыми молдингами и башенками на крыше;
- мост, при инспектировании 19.11.2013 его состояние признано плохим[12]

Массивный однопролётный сводчатый мост из известняка и бутового камня, окаймлён возвышениями по бокам.

## Галерея

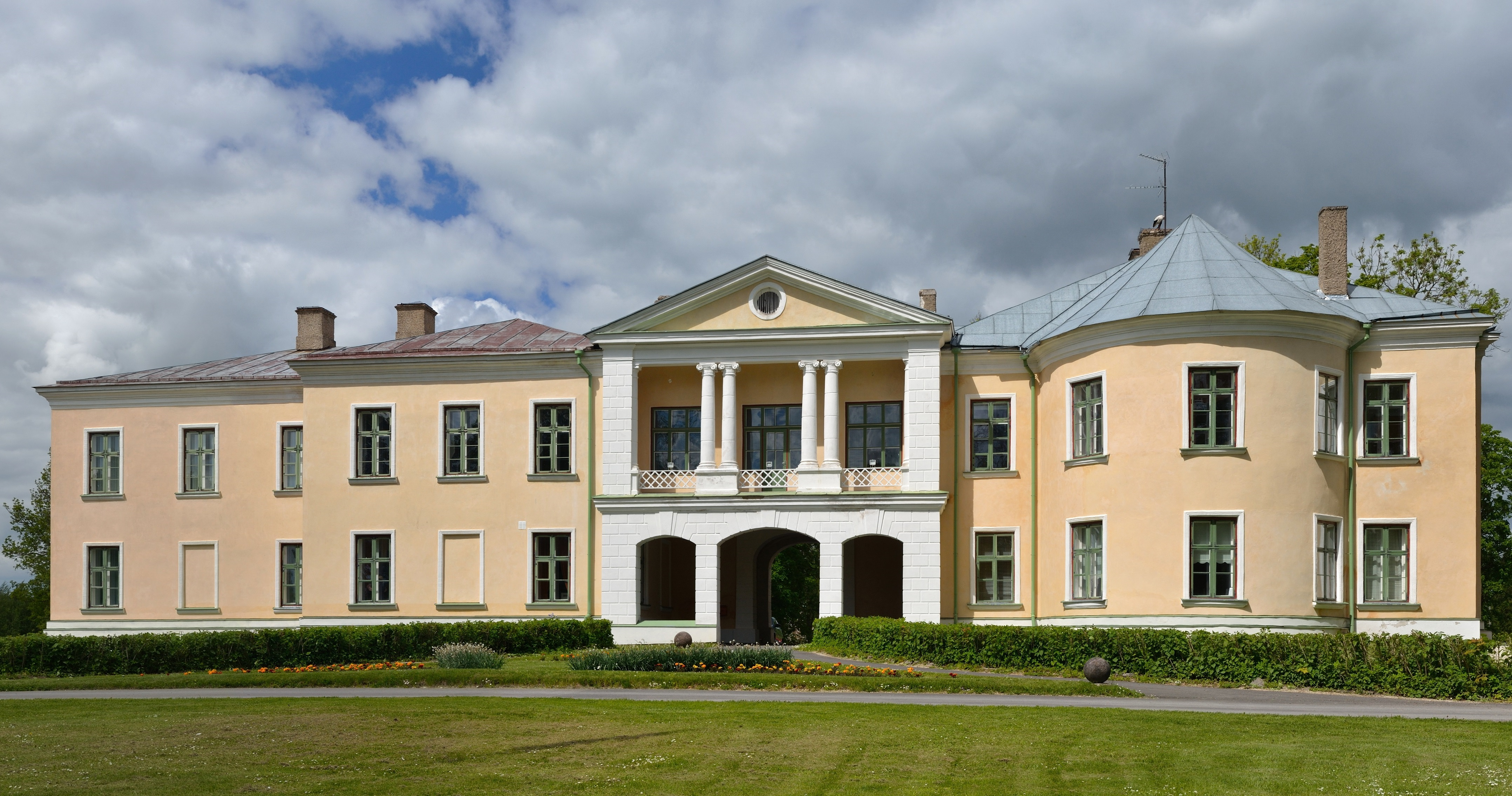
Главное здание мызы
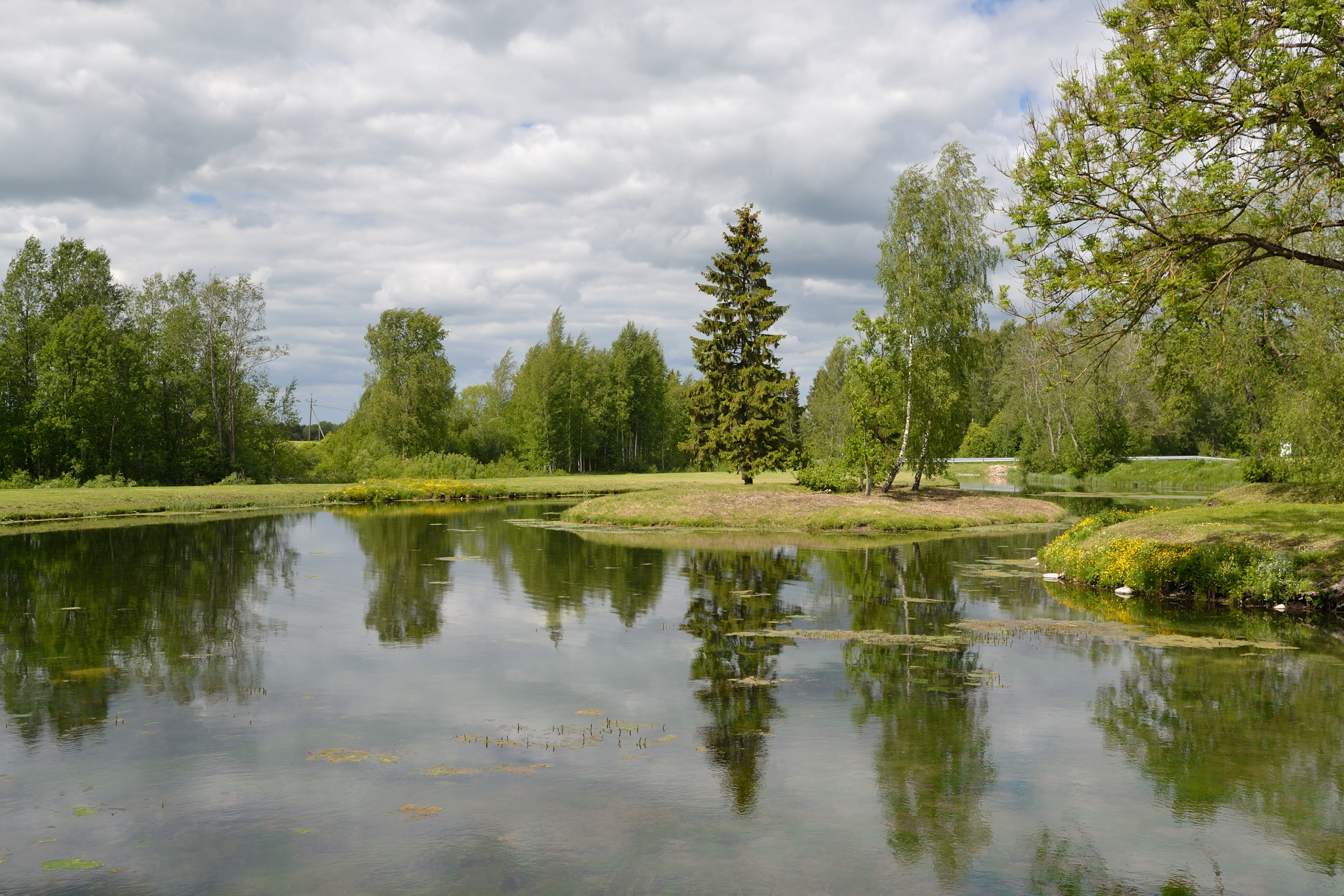
Парк
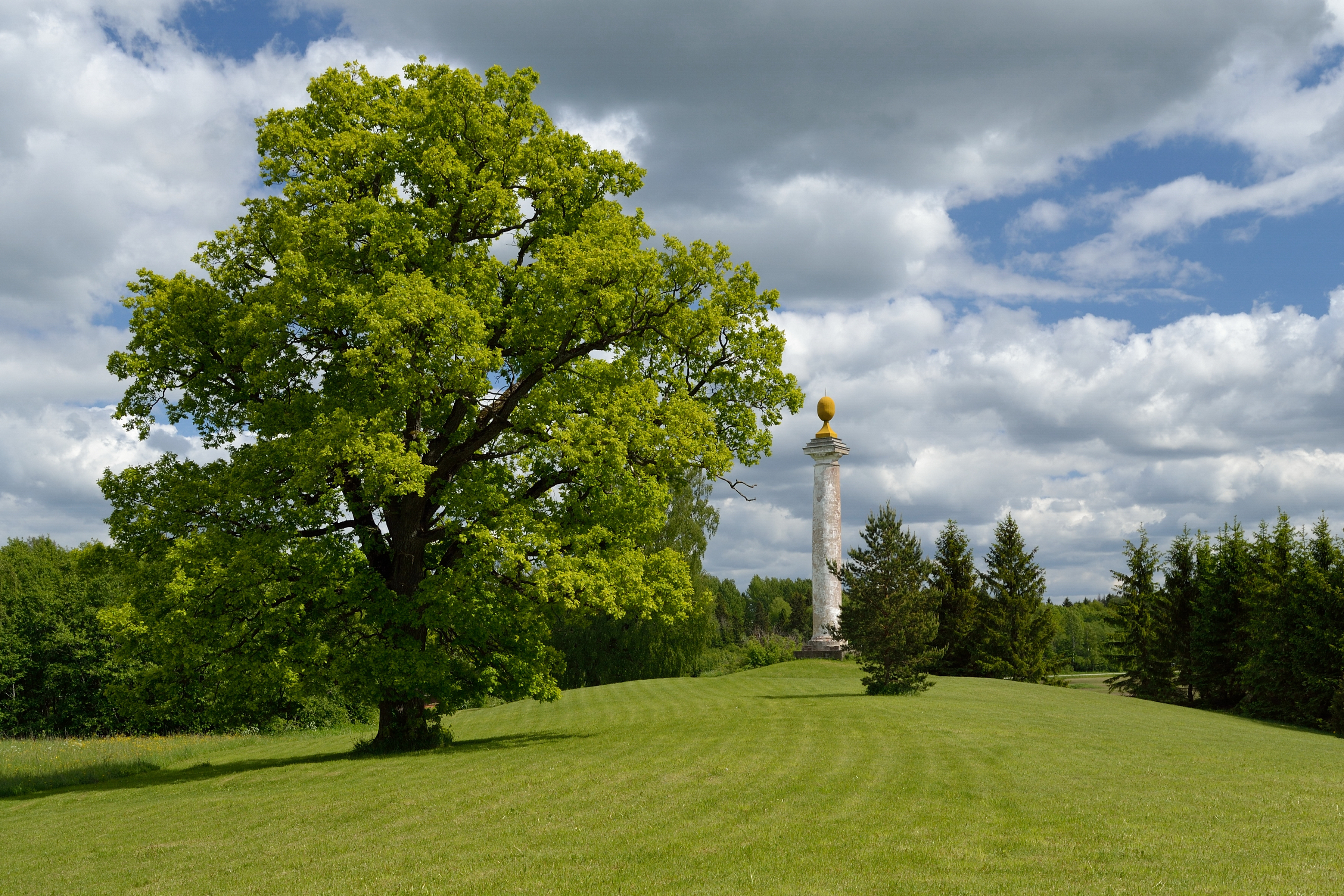
Парк
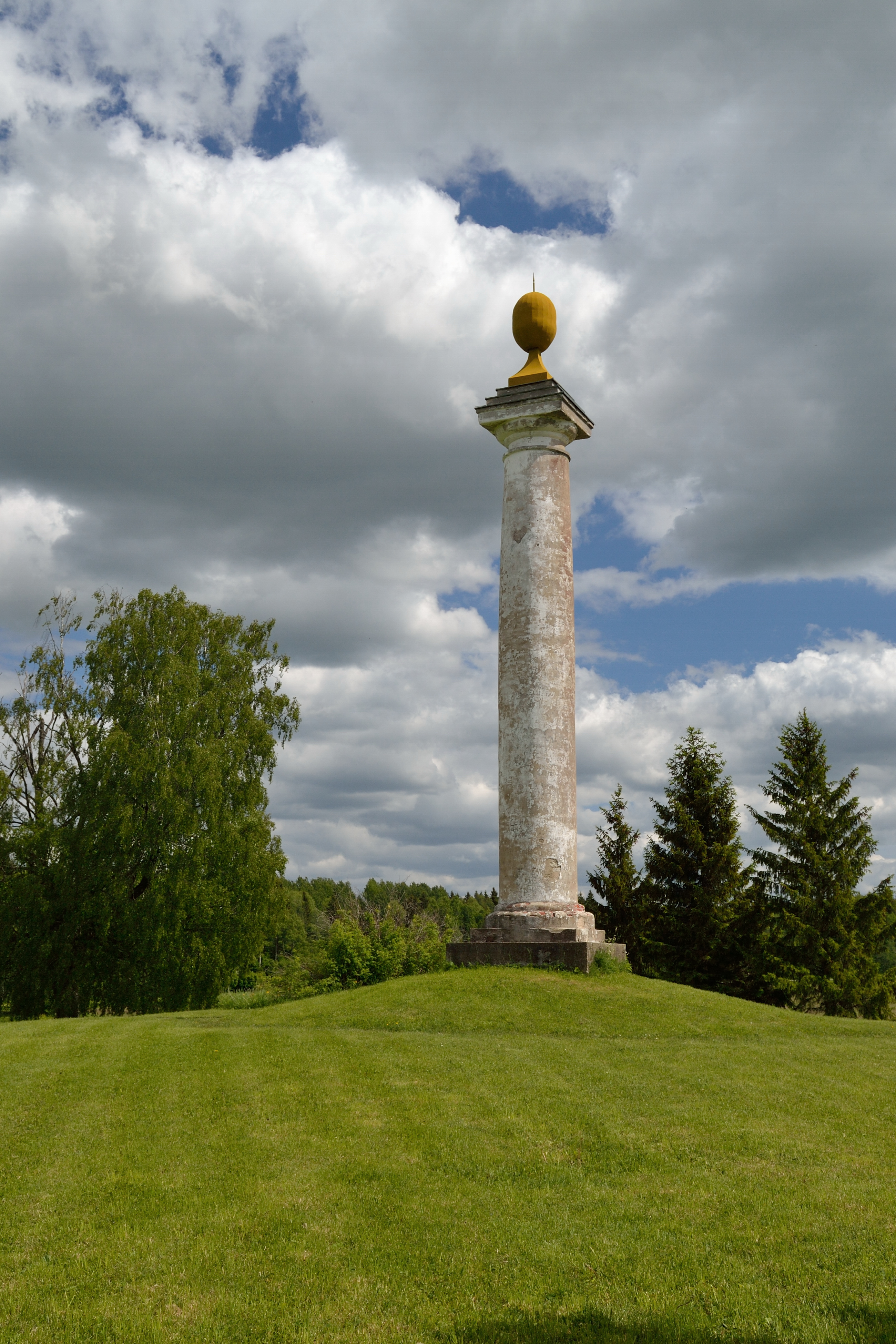
Памятник
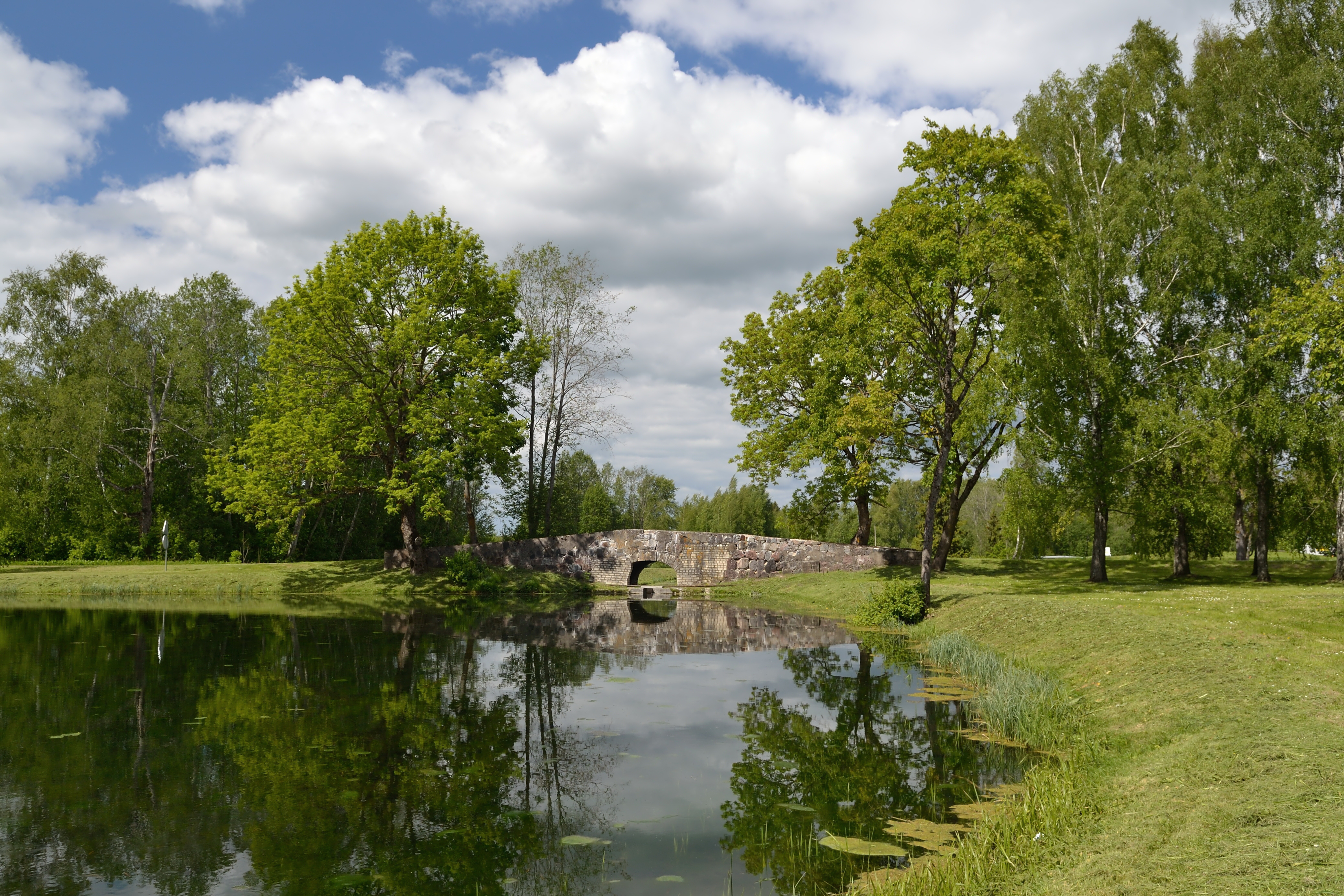
Мост
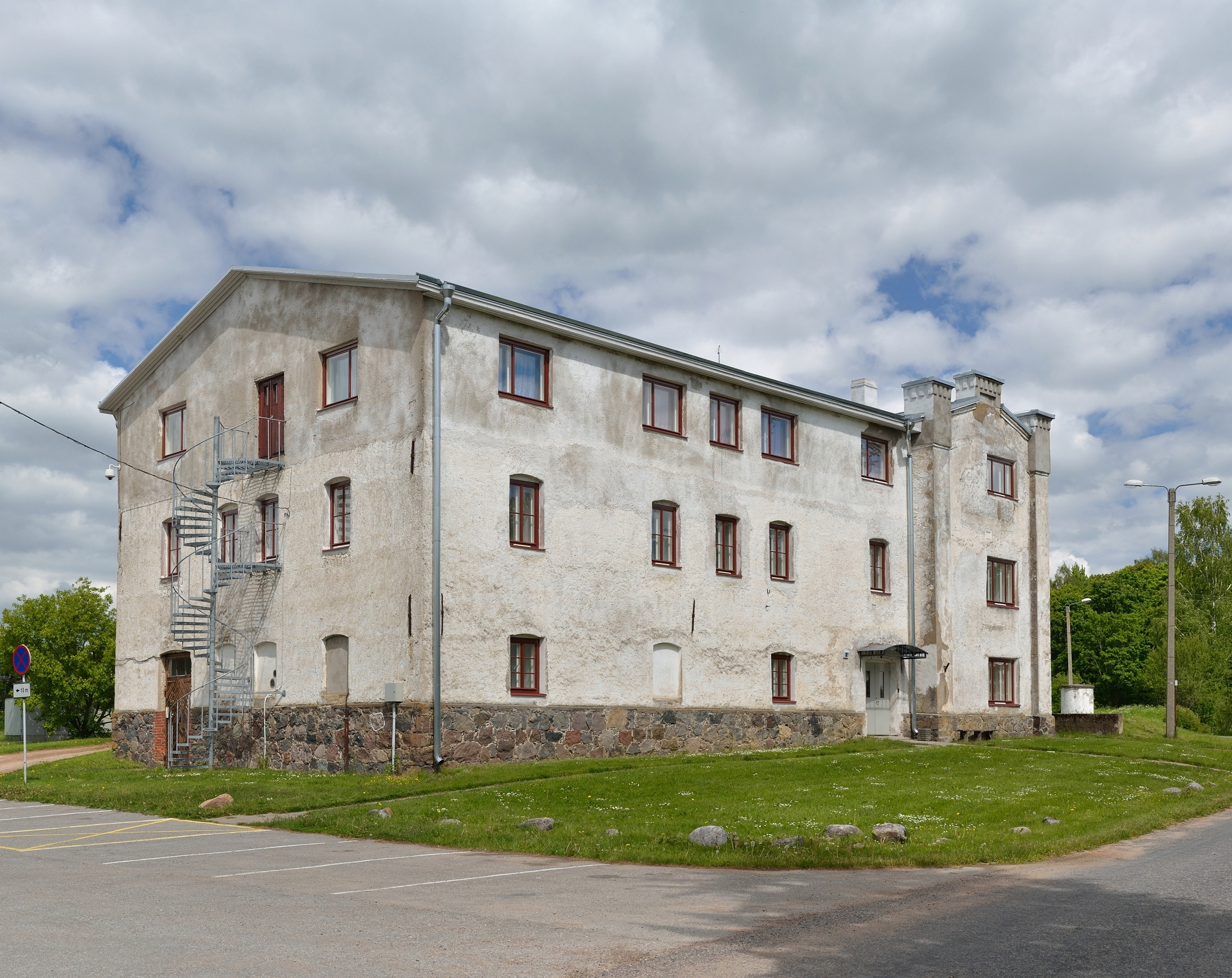
Водочная фабрика
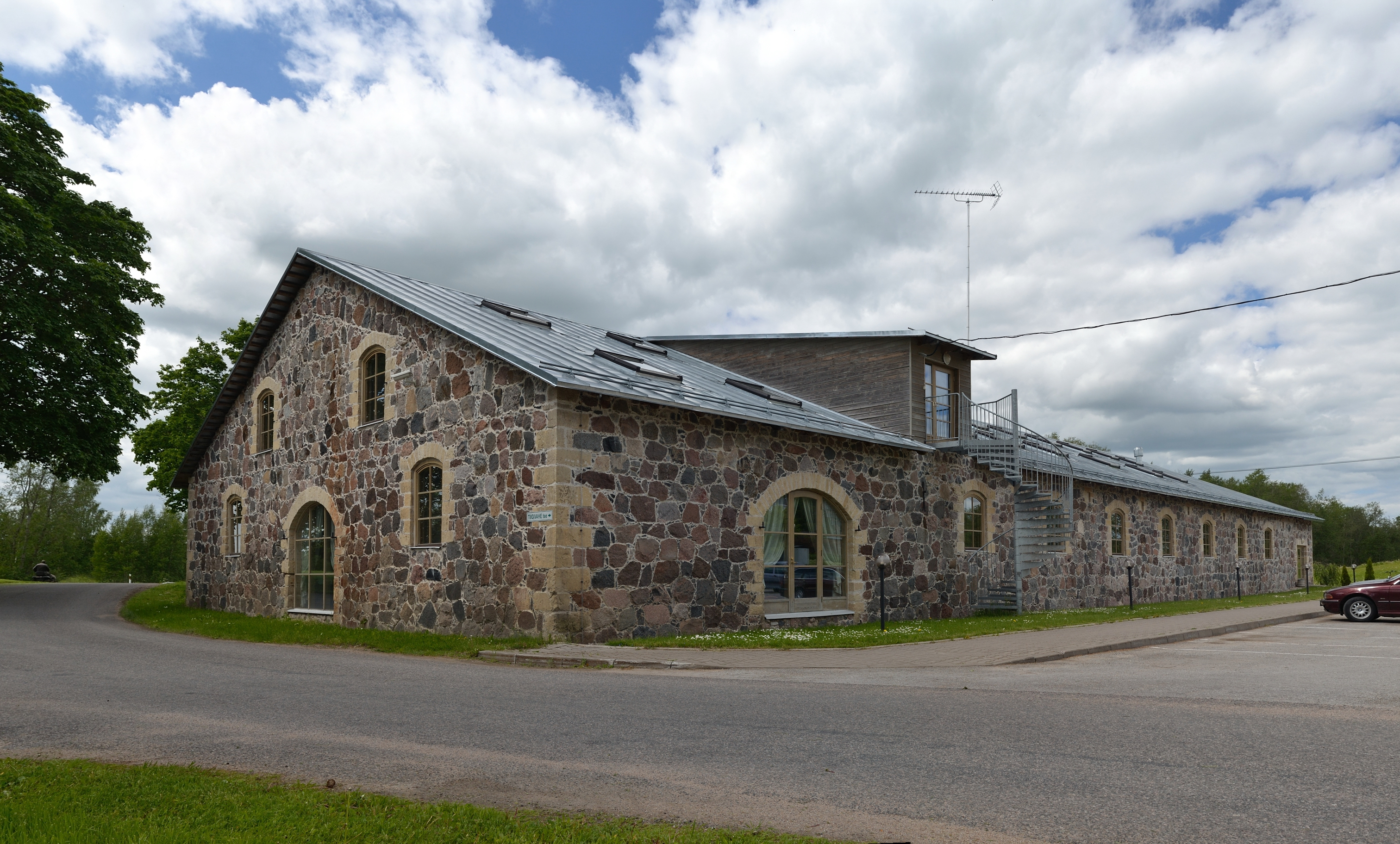
Конюшня
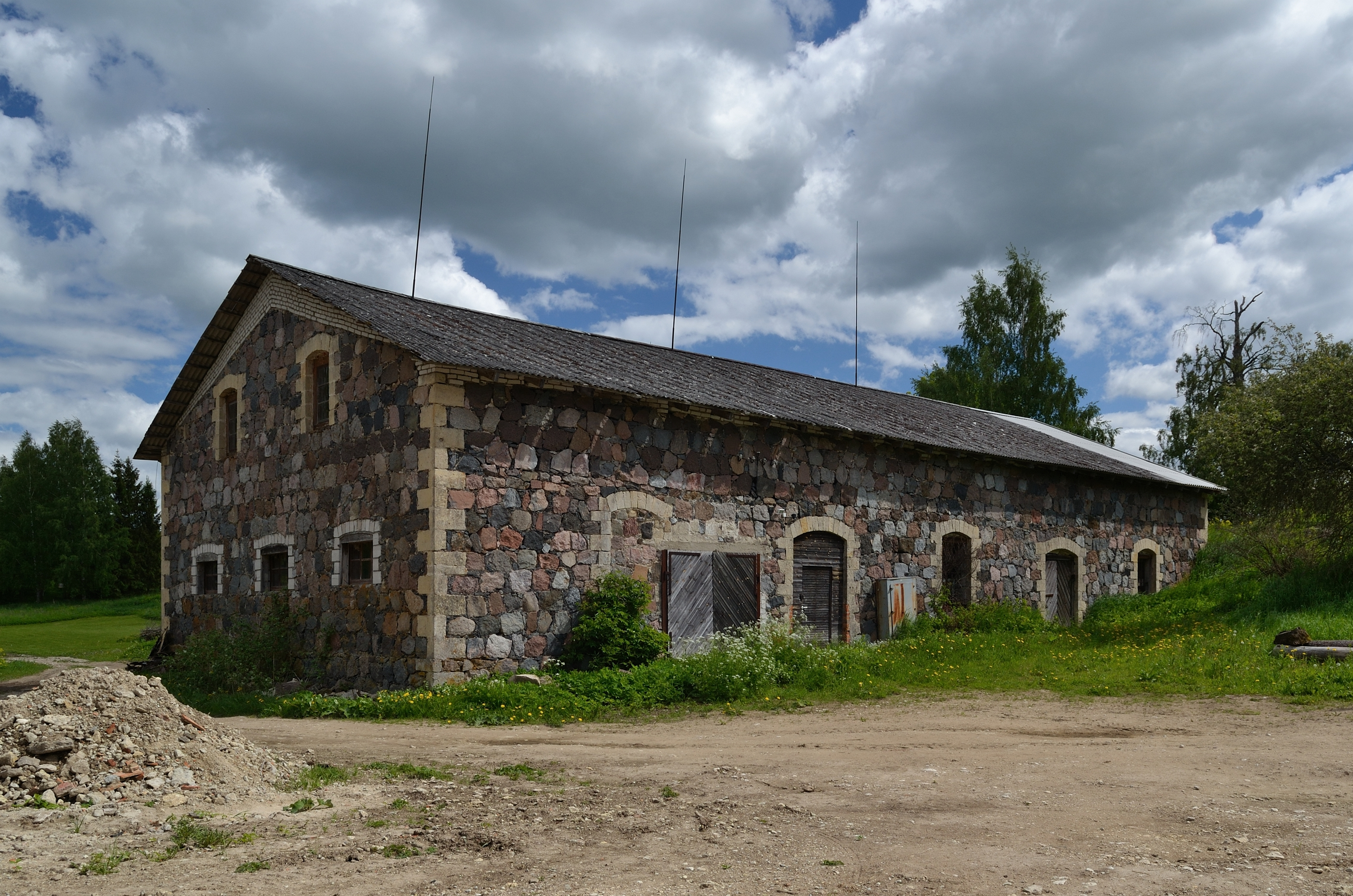
Зерносушилка